# Похвала Олексій Віталійович
Олексій Віталійович Похвала (нар. 30 березня 1966, с. Березняки, Полтавська область, Хорольський район, Україна) — український співак, Заслужений артист України (2018).

## Біографія
Похвала Олексій Віталійович народився 30 березня 1966 року в селі Березняки Полтавської області Хорольського району (нині Лубенський район).
З 1973 року по 1983 навчався у Березняківській середній школі. Після закінчення навчання, з вересня 1983 р. по квітень 1984 р., навчався на обласних курсах керівників гуртків художньої самодіяльності при обласному будинку народної творчості в м. Полтави.
З квітня 1984 року по червень 1986 року, проходив дійсну строкову військову службу в Радянській Армії.
Після проходження служби, працював художнім керівником Березняківського Будинку культури Хорольського району Полтавської області та вчителем музики Березняківської середньої школи. У 1992 році вступив до Київського державного інституту культури на факультет: «Народна художня творчість». Закінчив у 1997 році, отримав спеціальність — керівник хору (народного), викладач фахових дисциплін.

## Творча діяльність
2003—2004 р.р. — соліст Полтавської обласної державної філармонії.
2004—2005, 2008—2010 р.р. — соліст Академічного ансамблю пісні і танцю МВС України м. Київ.
2011 р. — соліст Академічного ансамблю пісні і танцю ВВ МВС України м. Київ.
2014 р. — соліст Академічного ансамблю пісні і танцю Національної гвардії України м. Київ.
Був членом професійного складу журі Міжнародного пісенного фестивалю «Доля» (м. Трускавець), Міжнародного дитячого телефестивалю «Пісенне джерело» (м. Сторожинець, Чернівецької області), Міжнародного дитячого телефестивалю «Чорнобаївські зорепади» (смт. Чорнобай, Черкаської області), Всеукраїнського фестивалю сучасного романсу «Осіннє рандеву» (м. Миргород, Полтавської області).

### Участь у Міжнародних та Всеукраїнських конкурсах
Неодноразово брав участь у Міжнародних та Всеукраїнських конкурсах та фестивалях.
У 2000 році став лауреатом ІІ премії Міжнародного фестивалю української естрадної пісні «На хвилях Світязя» м. Луцьк.
2000 року отримав диплом лауреата І ступеня Всеукраїнського фестивалю сучасного романсу «Осіннє рандеву» м. Миргород.
Лауреат Всеукраїнського фестивалю сучасної української естрадної пісні «Пісенний вернісаж — 2005, 2010».
У 2002—2011, 20014, 2015 рр. — лауреат Всеукраїнського радіофестивалю «Прем‘єра пісні» за краще виконання прем‘єри пісні та кращу пісню.
Лауреат Всеукраїнського конкурсу пісні про маму «Рідна мати моя» 2010, 2011 років.
Лауреат фестивалю "Всеукраїнська народна пісенна премія «Галицький шлягер 2017».

### Творчі здобутки
Серед творчих здобутків — запис двох пісенних сольних альбомів «Безсоння» (2002 р.), «Збережи мене в серці своїм» (2009 р.).

## Відзнаки та нагороди
2012 рік — подяка від Президентського фонду Леоніда Кучми «Україна» «За багатогранний талант і яскравий мистецький хист».
2021 р. — Подяка за підтримку фестивалю патріотичної пісні «Дзвони Чорнобиля» від голови Української Асоціації «Чорнобиль» органів та військ МВС В. В. Дурдинця.
2018 р. — указом Президента України № 404/2018 від 1 грудня присвоєно почесне звання «Заслужений артист України».

## Співпраця
Доленосним став період співпраці з відомими українськими музикантами, композиторами, поетами-піснярами, артистами, провідними діячами музичної сфери, серед яких Микола Сингаївський, Степан Галябарда, Вадим Крищенко, Мар‘ян Гаденко, Остап Гавриш, Олександр Мирошниченко. Зараз тісно співпрацює з сучасними відомими авторами: Володимир Будейчук, Олександр Яременко, Ольга Ткач, Лариса Архипенко, Катерина Костюк та інш..

## Сім'я
Одружений. Дружина — Похвала Людмила Василівна. Син — Похвала Віталій Олексійович. Батько — Похвала Віталій Олексійович, 1941 р.н.. Мати — Похвала Ганна Іванівна, 1937 р.н. Брат — Похвала Микола Віталійович, 1959 р.н.